# تپه الف لله لو
تپه الف لله لو مربوط به هزاره اول قبل از میلاد است و در شهرستان ورزقان، بخش مرکزی، دهستان ازو مدل جنوبی، ۱۱۰۰ متری شرق روستای لله لو واقع شده و این اثر در تاریخ ۱۲ شهریور ۱۳۸۶ با شمارهٔ ثبت ۱۹۳۵۴ به‌عنوان یکی از آثار ملی ایران به ثبت رسیده است.